# 普代村立普代小学校
普代村立普代小学校（ふだいそんりつふだいしょうがっこう）は、岩手県普代村にある公立小学校である。

## 概要
現在、普代村にある唯一の小学校であり、同じく普代村にある唯一の中学校である普代村立普代中学校と小中一貫教育を実施している。

## 学区
村全域が学区である。

## 歴史
- 1876年8月 - 本校を創設し、普代小学校と称す。鳥居・茂市・芦渡・太田名部・白井・堀内・黒崎に各分教場を置く。
- 1897年9月 - 本校舎を普代村13地割字普代87番地（旧役場）に新設する。
- 1901年4月 - 鳥居・茂市・芦渡分教場の学区を本校から分離し鳥茂渡小学校を創設し、3分教場を廃止する。
- 1911年4月 - 白井・堀内分教場の学区を本校から分離し堀内尋常小学校を創設し、2分教場を廃止する。
- 1926年11月 - 校舎を普代村13地割字普代169番地（現管理センター）に新設落成する。
- 1941年3月 - 黒崎分教場が独立し、黒崎国民学校が創設される。
- 1968年10月 - 鉄筋コンクリート2階建て校舎、現在地に新築する。
- 1976年12月 - 創立100周年記念式典を行う。
- 1988年4月 - 大規模改修工事が完了する。
- 1997年9月 - コンピュータを設置する。
- 2000年12月 - 「読書活動実践校」として文部大臣表彰を受ける。
- 2003年4月 - 通級指導教室「ことばの教室」を開設する。
- 2005年4月 - 「肢体不自由障害学級」を開設する。同月、「運動大好き岩手っこ事業」指定を受ける。
- 2006年8月 - 創立130周年を迎える。
- 2007年4月 - 鳥茂渡小学校を閉校し、本校に統合する。同月、 「いわて食育支援事業～めざせ健やかいわて食っ子～」指定を受ける。
- 2009年
  - 4月 - 「知的障がい特別支援学級」開設。
  - 8月 - 校舎耐震・改修工事が完了する。
- 2010年4月 - 堀内小学校・黒崎小学校を閉校し、本校に統合する。同月、「小中一貫教育」研究指定を受ける。「情緒障がい特別支援学級」を開設する。
- 2011年
  - 3月11日 - 午後に東日本大震災が発生するも被害は軽微だった。
  - 4月 - 「小中一貫教育」小学校算数・中学校数学乗り入れ授業開始
- 2012年7月 - 校庭かさ上げ工事開始（同年11月完成）
- 2013年4月 - 避難階段完成(家庭科室から裏山へ)

### 東日本大震災による被害
小学校は市街地と海を結ぶ回廊部分にあった。津波は太田名部防潮堤と普代水門を超え、一時は普代小学校前の道路が冠水するまで及んだものの、下校後であったこと、時間的余裕があったため普代中学校から内陸部分へ避難が可能だったことなどから、幸い被害は軽微だった。

## 校歌
- 作詞　佐伯郁郎
- 作曲　鷹觜洋一

## 卒業生
- 銀次 - プロ野球選手。

## 周辺
- 普代村立普代中学校 - 敷地が隣接。
- 普代川

## アクセス
- 普代村営バス黒崎線「普代浜口」停留所下車後、徒歩約570m・約9分。